# Турнепс
Турне́пс, кормова ріпа (лат. Brassica campestris L. var. rapa) — дворічна кормова рослина родини капустяних.
Вирощують заради м'ясистих коренеплодів майже в усіх хліборобських районах земної кулі, насамперед у нечорноземній смузі, зокрема в Україні. У місцях, де вирощують турнепс на насіння, може виступати медоносом, оскільки його медопродуктивність перебуває на одній мірі з ріпаком. Запилення бджолами значно підвищує урожайність насіння.
Врожайність до 70–80 тон з гектара; поширений в Україні сорт — Волинський ранній круглий.